# フレンチ・ティックナー
フレンチ・ティックナー（French Tickner, 1930年8月29日 - 2021年8月26日）は、カナダの男性声優、俳優。

## 出演作品

### テレビアニメ
- DEATH NOTE（ワタリ / キルシュ・ワイミー）
- BLACK LAGOON（アルフレード）
- 出ましたっ!パワパフガールズZ（サンタクロース）
- トランスフォーマー スーパーリンク（空中防衛官スプラング）
- ヒカルの碁（桑原本因坊）
- MASTERキートン（クラウゼ元所長、グリーンパーク、リベロ）
- 犬夜叉（じいちゃん）
- 機動戦士ガンダム（ドズル・ザビ）
- バトルファイターズ 餓狼伝説2（山田十平衛）
- ドラゴンボールZ（ミスター・ポポ、モアイ）